# Równina Tucholska
Równina Tucholska – północnowschodnia część Pojezierza Południowopomorskiego. Obejmuje obszar 2106 km² i jest sandrem odwadnianym przez dopływy Wisły: Brdę i Wdę. Sąsiaduje z Równiną Charzykowską i Pojezierzem Krajeńskim (na zachodzie), z pojezierzami Kaszubskim i Starogardzkim (na północy) oraz z Wysoczyzną Świecką na wschodzie. Występują tu liczne jeziora polodowcowe. Obszar mezoregionu jest pokryty zwartym kompleksem leśnym Borów Tucholskich i objęty w znacznym stopniu parkami krajobrazowymi Tucholskim, Wdeckim i Wdzydzkim. Obszar Równiny Tucholskiej charakteryzuje się słabym zaludnieniem.
Głównym miastem regionu jest Czersk.